# Storøya
Storøya és una illa deshabitada de l'arxipèlag de les Svalbard. Es troba a l'est de Nordaustlandet, del qual es troba separat per l'estret de Storøysundet. La part meridional de l'illa es troba coberta per la glacera Storøyjøkulen.
Storøya forma part de la Reserva natural del nord-est de Svalbard. El seu punt més elevat es troba a 250 msnm.